# Mohammed Khallouk

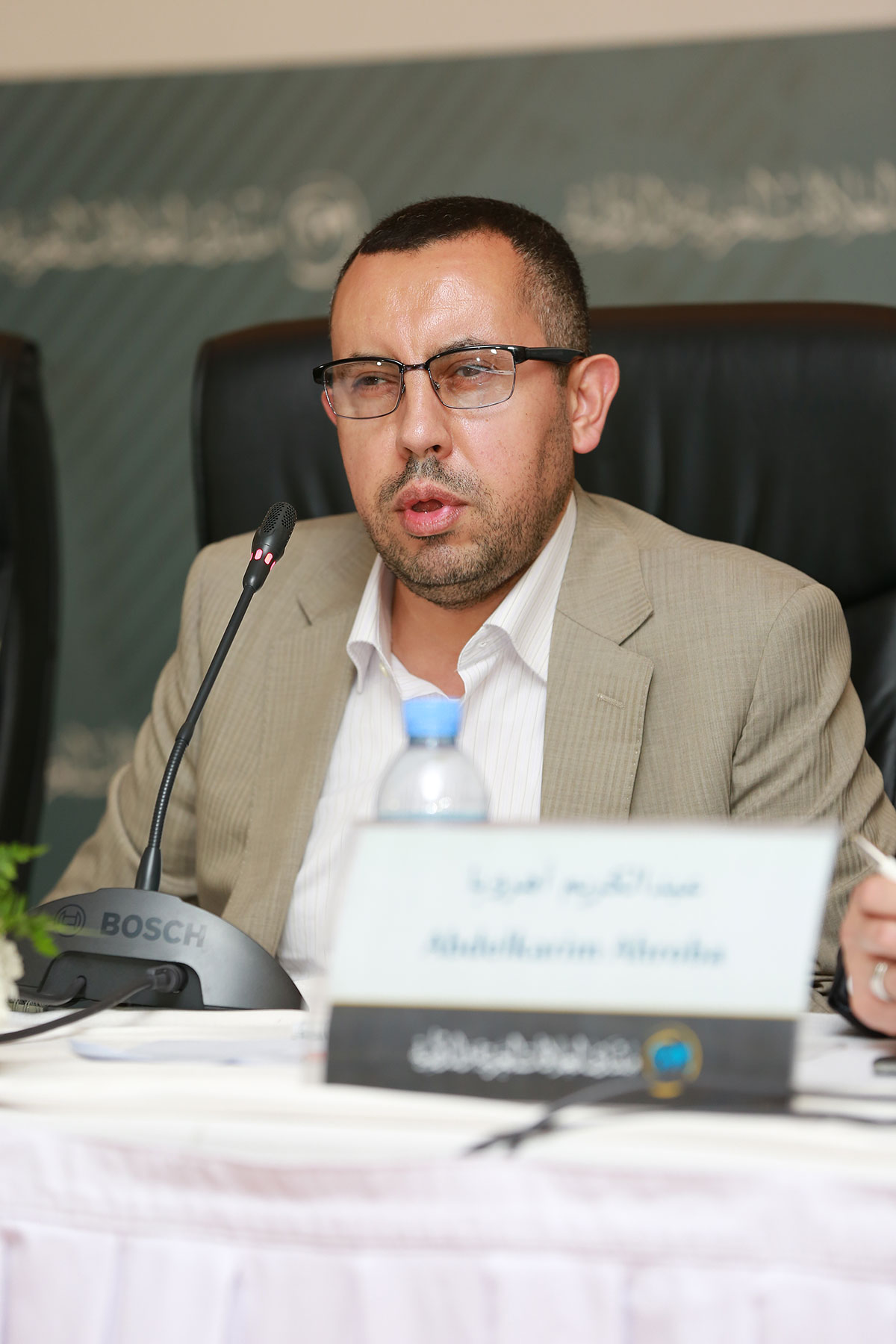
Mohammed Khallouk (2014)

Mohammed Khallouk (* 7. Oktober 1971 in Salé, Marokko) ist ein Politologe, Arabist und Islamwissenschaftler.

## Leben und Werk
Nach dem Erwerb der Hochschulreife studierte Khallouk von 1993 bis 1997 Arabistik und Islamwissenschaft an der Mohammed-V.-Universität Rabat. Die Bewunderung für Nietzsche animierte ihn, nach Deutschland zu emigrieren. Am Studienkolleg Marburg wurde er mit der deutschen Kultur, deutscher Geschichte, Politik und Literatur vertraut. Er entschloss sich, in Marburg zu bleiben, und nahm 1999 an der dortigen Philipps-Universität das Studium der Politikwissenschaft auf, wobei er sich in besonderem Maße Konflikten im arabo-islamischen Raum und dem Kulturaustausch zwischen Europa und der islamischen Welt zuwandte.
Für seine 2003 erschienene Magisterarbeit über den Nahostkonflikt ist er mit dem DAAD-Preis der Philipps-Universität Marburg für hervorragende Leistungen ausländischer Studierender ausgezeichnet worden. Im März 2004 wurde er anschließend gemeinsam mit 15 anderen Preisträgern vom Bundesaußenminister Joschka Fischer in Berlin empfangen. Gefördert durch ein Stipendium der Friedrich-Ebert-Stiftung promovierte Khallouk bei Hans Karl Rupp in Marburg 2004 bis 2007 über islamischen Fundamentalismus in seinem Herkunftsland Marokko. Seit 2009 besteht sein Habilitationsvorhaben zur Rolle Marokkos während des nahöstlichen Friedensprozesses von Camp David I bis zur Gegenwart. Von 2008 bis 2011 lehrte er außerdem Politikwissenschaft und Internationale Beziehungen an der Philipps-Universität Marburg und von 2010 bis 2011 zusätzlich an der Universität der Bundeswehr München.
Das Hauptaugenmerk von Khallouks Artikeln und Essays gilt dem Miteinander von westlicher und islamischer Zivilisation sowie einem  Kulturdialog zwischen Orient und Okzident. Er führte mehrere, anschließend verschriftlichte, Dialoge zu dem das westlich-islamische Verhältnis betreffenden Themen mit dem ehemaligen Leiter des Hamburger Orientinstituts Udo Steinbach, u. a. über die Zukunft der deutschen Orientalistik und des politischen Islam.
Ebenso debattierte Khallouk mit dem ehemaligen Berater von US-Präsident Richard Nixon und einstigen amerikanischen Botschafter in den Vereinigten Arabischen Emiraten Robert Crane über die politische Gegenwart und die Zukunftsperspektiven der arabischen Welt.
Die Konfrontation und gegenseitige Wertschätzung von westlicher und arabo-islamischer Kultur hat er literarisch verarbeitet, wobei ihm sein gegenwärtiger Wohnort Marburg an der Lahn als Beispiel dient. In 76 prosaischen Fragmenten stellte er Stadt und Leben in Marburg aus der Perspektive eines muslimischen Einwanderers dar. Hieraus entstand das 2013 erschienene Buch „In Deutschland angekommen - Marburg“, zu dem der zum Islam konvertierte ehemalige deutsche Botschafter in Marokko und Algerien Murad Wilfried Hofmann schrieb: „Kann sich ein wahrer Muslim überhaupt in eine fremde Stadt "vergucken“? Er kann nicht nur, wie Khallouk beweist. Glücklich sind Stadtväter, die zur Werbung auf eine solche Liebeserklärung zurückgreifen können."
Neben dem Verfassen eigener Literatur in deutscher Sprache, setzt sich Khallouk für die Verbreitung deutscher Gegenwartsliteratur im arabischen Sprachraum, insbesondere in seinem Herkunftsland Marokko ein. Mittels eigener Übersetzungstätigkeit vom Deutschen ins Arabische versucht er hierzu einen Beitrag zu leisten. Nach der Übersetzung von Reden und Essays des Literaturnobelpreisträgers Günter Grass wandte er sich vor allem deutschsprachiger Prosaliteratur, die speziell über Marokko handelt, zu. Er übersetzte über Marokko handelnde Prosawerke der beiden Autoren Reinhard Kiefer und Christoph Leisten. Er begründete das im Aachener Rimbaud Verlag angesiedelte Projekt "Marokkanische Welt".
Khallouk beschäftigte sich mit jüdischen Denkern verschiedener Zeitepochen, die den friedlichen Dialog mit Muslimen wie auch Christen suchten oder aus ihrem Judentum heraus eine ethische Basis für ein friedvolles Miteinander der Religionen formulierten. Seine Begegnungen mit Juden in Marokko und Deutschland animierten ihn nach Jerusalem zu reisen und die unmittelbare Konfrontation mit der jüdisch geprägten Gesellschaft und dem Zusammenleben von Juden und muslimischen Arabern auf engem Raum zu suchen. Er verfasste anschließend einen literarischen Reisebericht, der 2015 unter dem Titel "Salam Jerusalem" beim Rimbaud Verlag erschienen ist.
Die Änderungen seines Judenbildes, hervorgerufen durch zahlreiche Begegnungen mit Juden in und außerhalb Jerusalems, stellte er in einem Essay in der Jerusalem Post dar. Über seine Begegnung mit einem jüdischen Händler namens Abraham hat er im Jewish Journal in Boston (Massachusetts) einen Brief veröffentlicht.
Seit 2010 ist Khallouk Beauftragter für wissenschaftliche Expertise des Zentralrats der Muslime in Deutschland (ZMD). Aus dieser Position heraus wurde er 2012 als Mitglied für den Konfessionellen Beirat für Islamische Theologie der Westfälischen Wilhelms-Universität Münster vorgeschlagen, der sich damals aufgrund von Differenzen zwischen Staat und Universität auf der einen Seite und Islamverbänden auf der anderen Seite aber nicht konstituieren konnte. 2016 hat sich dann der Beirat für Islamische Theologie an der Westfälischen Wilhelms-Universität Münster doch noch konstituiert, in dem Khallouk seither den ZMD vertritt. Im Frühjahr 2016 wurde Khallouk zum stellvertretenden Vorsitzenden des Zentralrats gewählt.
Von Herbst 2013 bis Herbst 2016 war Khallouk zudem stellvertretender Vorsitzender und Pressesprecher des Deutsch-Islamischen-Vereinsverbandes Rhein-Main e. V. (DIV). Hierbei beteiligte er sich unter anderem am Projekt „Ich wähle Anerkennung“, wofür der DIV 2015 mit dem Preis „Aktiv werden für Demokratie und Toleranz“ des Bündnisses für Demokratie und Toleranz (BfDT) ausgezeichnet wurde, worauf der DIV für sein im November 2015 gestartetes Projekt „Aktionen kontra Radikalisierung muslimischer Jugendlicher“ in das vom Bundesfamilienministerium geförderte Programm „Demokratie leben“ aufgenommen wurde. Im August 2016, wenige Wochen vor Khallouks Amtsübergabe, wurde der DIV vom hessischen Verfassungsschutz als „extremistisch beeinflusst“ eingestuft. Das Bundesfamilienministerium hatte die Förderung des DIV bereits einen Monat zuvor ausgesetzt und nach der Einstufung des hessischen Landesamts für Verfassungsschutz gänzlich beendet.
Im Sommer 2014 wurde Khallouk zum Associated Professor am College of Sharia and Islamic Studies der Qatar University nach Doha/Katar berufen, wo er bis 2015 lehrte.
Im Jahre 2015 wurde er als Mitglied in den Advisory Board der World Security Network Foundation aufgenommen.
Seit 2016 ist er Vorsitzender des Vereins Double Critique e.V. in Marburg, der sich dem interkulturellen und interreligiösen Dialog widmet.
Laut Khallouk will er mit seiner Arbeit den förderlichen Charakter von Religion insgesamt für die moderne Gesellschaft darstellen. Mit Verweis auf die Tatsache, dass die humanistische Ethik ihre geistige Wurzel in allen drei Buchreligionen besitzt, wendet er sich gegen eine Säkularität, die religiöse Symbolik gänzlich aus der Öffentlichkeit hinauszudrängen sucht. In einem Beitrag für die Jerusalem Post weist er darauf hin, dass Religion zwar ebenso wie säkulare Ideologien für Gewalt gegen Andersdenkende instrumentalisiert werden kann, bei einem kontextgebundenen Verständnis jedoch einen wertvollen Beitrag zu einem friedlichen Miteinander in heterogener Gesellschaft leistet.
Gegen die Instrumentalisierung der Religion für Intoleranz und Gewalt wendet sich auch die Marrakesch-Deklaration, die 2016 auf Arabisch und Englisch verabschiedet wurde. Khallouk übersetzte sie zum ersten Mal auch ins Deutsche. Die Deklaration wurde seinerzeit zum 1400. Jubiläum der Charta von Medina unter Schirmherrschaft des marokkanischen Religionsministeriums und des Forums für Frieden in muslimischen Gesellschaften von Staatsführern und Gelehrten in Marrakesch verabschiedet. Die Übersetzung fand im Auftrag sowohl des ZMD als auch des Zentrums Oekumene der beiden großen Kirchen statt.
2008 widersprach Khallouk den öffentlich vom Münsteraner Islam-Theologen Sven Kalisch geäußerten Zweifeln an der Existenz des Propheten Mohammed, wobei er Kalisch auf der Internetseite des ZMD „islam.de“ fehlende Bekenntnisgebundenheit und eine mangelhafte methodische Fundierung seiner These vorwarf. In der Folge wurde Kalisch vom Lehrstuhl für Islamtheologie 2010 abberufen. Als einer der ausgewählten Vertreter des Koordinationsrats der Muslime (KRM) beteiligte sich Khallouk zudem am im Dezember 2013 veröffentlichten Gutachten zur umstrittenen Barmherzigkeitstheologie von Kalischs Nachfolger Mouhanad Khorchide, das auch dessen Abberufung vom bekenntnisgebundenen Lehrstuhl verlangt. Allerdings rief die Methodik des Gutachtens in Kreisen universitärer Theologen ein kritisches Echo hervor.

## Auszeichnungen
- 2003 DAAD-Preis für außergewöhnliche Leistungen ausländischer Studierender der Philipps-Universität Marburg[31]
- 2009 Kulturpreis der Euro-Mediterranean Association of Cooperation and Development (EMA)[32]

## Schriften
- Der Nahe Osten am Scheideweg. Haben Israelis und Palästinenser noch eine Chance zu friedlichem Zusammenleben? Lit, Münster 2003. ISBN 3-8258-7167-3[33]
- Islamischer Fundamentalismus vor den Toren Europas. Marokko zwischen Rückfall ins Mittelalter und westlicher Modernität. VS, Wiesbaden 2008. ISBN 978-3-531-15949-2[34]
- Islamischer Fundamentalismus vor den Toren Europas – Marokko zwischen Rückfall ins  Mittelalter und westlicher Modernität. (2. Auflage) Springer, Wiesbaden 2016, Softcover ISBN 978-3-658-12048-1, E-Book ISBN 978-3-658-12049-8.
- In Deutschland angekommen: Marburg. Rimbaud, Aachen 2013. ISBN 978-3-89086-438-9.
- Ein Islam ohne Prophet. EPubli 2013. ISBN 978-3-8442-7201-7.
- Salam Jerusalem. Rimbaud, Aachen 2015. ISBN 978-3-89086-400-6.
- Salam, Gerusalemme: Un diario del Dr. Mohammed Khallouk, tradotto e introdotto dalla Dr. phil. Milena Rampoldi (Italian Edition) EPubli 2015.

## Übersetzungen ins Arabische
- Günter Grass: Das Unrecht des Stärkeren. Eine Sammlung politischer Reden und Essays. Dubai 2008. ISBN 978-9948-15-207-1
- Christoph Leisten: Marrakesch, Djemaa el Fna. Bagdad/Beirut 2009. ISBN 978-9948-15-205-7
- Petra Christine Hardt: Buying, Protecting and Selling Rights. Wie urheberrechtlich geschützte Werke erworben, gesichert und verbreitet werden. Dubai 2011. ISBN 978-9948-01-936-7
- Reinhard Kiefer: Marokkanische Geschichten. Rabat 2012. ISBN 978-9954-21-263-9
- Reinhard Kiefer: Café Moka. Nachschreibungen zu Agadir. Casablanca 2013. ISBN 978-9954-511-50-3
- Reinhard Kiefer:  Reinhard Kiefer vor der Moschee (Ausgewählte Gedichte) Casablanca 2015. ISBN 978-9954-9459-8-8